# Еннетбаден
Еннетбаден (нім. Ennetbaden) — громада  в Швейцарії в кантоні Ааргау, округ Баден.

## Географія
Громада розташована на відстані близько 90 км на північний схід від Берна, 23 км на північний схід від Аарау.
Еннетбаден має площу 2,1 км², з яких на 36,6% дозволяється будівництво (житлове та будівництво доріг), 19,7% використовуються в сільськогосподарських цілях, 41,3% зайнято лісами, 2,3% не є продуктивними (річки, льодовики або гори).

## Демографія
2019 року в громаді мешкало 3501 особа (+14,4% порівняно з 2010 роком), іноземців було 23%. Густота населення становила 1659 осіб/км².
За віковим діапазоном населення розподілялося таким чином: 20,3% — особи молодші 20 років, 61% — особи у віці 20—64 років, 18,7% — особи у віці 65 років та старші. Було 1591 помешкань (у середньому 2,2 особи в помешканні).
Із загальної кількості 795 працюючих 27 було зайнятих в первинному секторі, 33 — в обробній промисловості, 735 — в галузі послуг.